# Форд, Алан
А́лан Форд (англ. Alan Ford, род. 14 марта 1938, Лондон) — английский киноактёр. Наиболее известные фильмы с его участием — «Карты, деньги, два ствола» (1998) и «Большой куш» (2000) режиссёра Гая Ричи.

## Биография
Алан Форд родился в Лондоне. Обучение актёрскому мастерству начал в актёрской школе East 15. Первые свои роли он исполнял в основном в телевизионных сериалах. В 1977 году Форд сыграл свою первую крупную роль в криминальной драме «Вымогательство» (The Squeeze). В 1978 Алан сыграл Клиффорда Хардинга в телесериале «Закон и порядок». Затем Алану Форду досталась небольшая роль в фильме «Американский оборотень в Лондоне», где он сыграл таксиста, вспоминающего в связи с чередой таинственных убийств историю Суини Тодда, легендарного цирюльника-убийцы с Флит-стрит.
В начале своей актёрской карьеры Форд более всего преуспевал в качестве актёра комедийного толка. Он участвовал во множестве различных скетч-шоу, в частности в проектах Армандо Януччи (Armando Iannucci), работая вместе с Аланом Партриджем (Alan Partridge).
В 2006 году была опубликована написанная им книга «Тонкий лед»; кроме того, Форд принимал участие в озвучивании компьютерной игры «Fable 2».
Алан Форд также снялся в клипе на композицию «For He’s a Jolly Good Felon» валлийской рок-группы Lostprophets. Его голос звучит в песне британского диджея Кристофера Мерсера «Cockney Thug», в дэт-метал-композиции «A Child Is Missing» группы Illdisposed, песне «I am the Doctor» «TMF» и композиции «Iron Lotus» группы Whorecore.
Обладает сильным акцентом кокни, уроженца восточного Лондона.

## Фильмография
| Год       |    | Русское название                               | Оригинальное название                                 | Роль                 |
| --------- | -- | ---------------------------------------------- | ----------------------------------------------------- | -------------------- |
| 1977      | ф  | Вымогательство                                 | The Squeeze                                           | Таф                  |
| 1977      | с  | Закон и порядок                                | Law & Order                                           | Клиффорд Хардинг     |
| 1980      | ф  | Долгая Страстная пятница                       | The Long Good Friday                                  | Джек                 |
| 1981      | ф  | Американский оборотень в Лондоне               | An American Werewolf in London                        | водитель такси       |
| 1985—2006 | с  | Чисто английское убийство                      | The Bill                                              | Дэйв Рольф           |
| 1992      | ф  | Чаплин                                         | Chaplin                                               | Вардер               |
| 1998      | ф  | Карты, деньги, два ствола                      | Lock, Stock and Two Smoking Barrels                   | Алан/рассказчик      |
| 2000      | ф  | Большой куш                                    | Snatch                                                | Кирпич               |
| 2004      | ф  | Изгоняющий дьявола: Начало                     | Exorcist: The Beginning                               | Джеффрис             |
| 2008      | с  | Отель Вавилон                                  | Hotel Babylon                                         | Терри Макфри         |
| 2008      | ки |                                                | Fable II                                              | Arfur                |
| 2012      | ф  | Кокни против зомби                             | Cockneys vs Zombies                                   | Рэй Маккуарри        |
| 2012      | ф  | Летучий отряд Скотланд-Ярда                    | The Sweeney                                           | Харри                |
| 2013      | ф  | Столетний старик, который вылез в окно и исчез | Hundraåringen som klev ut genom fönstret och försvann | Пим                  |
| 2013—2014 | с  | Лиллехаммер                                    | Lilyhammer                                            | Terence / Дядя Терри |